# Noodhelpers

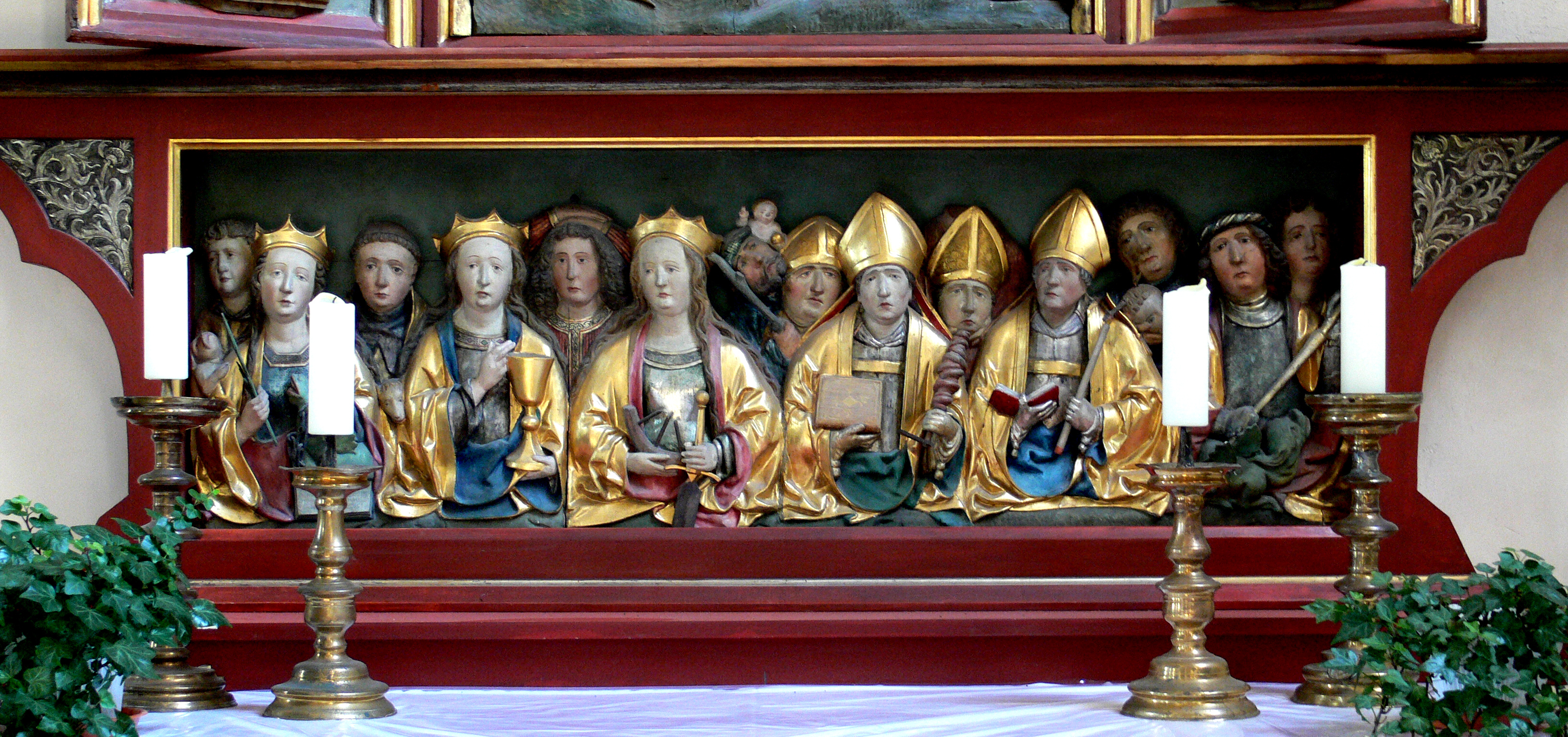
De Veertien Heilige Helpers

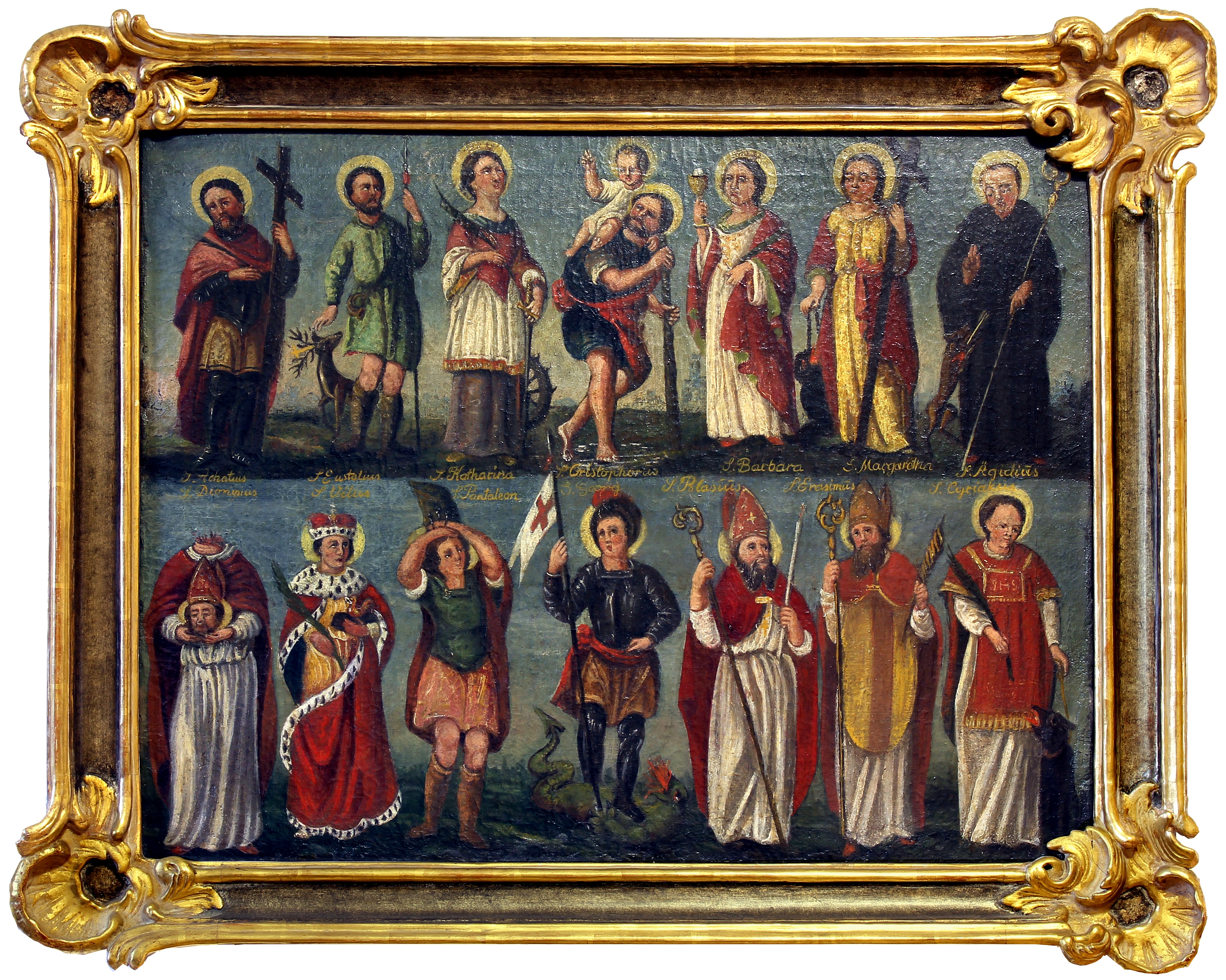
Afbeelding van de 14 Noodhelpers uit de kapel bij de „Goede Man“ in Mülheim-Kärlich, waarschijnlijk 16e eeuw

Met de Noodhelpers wordt binnen de Katholieke Kerk een groep van veertien heiligen bedoeld die behalve individueel ook als groep worden vereerd en aangeroepen. Ze staan ook bekend onder de naam Veertien Heilige Helpers. Zij worden helpers genoemd omdat zij in het bijzonder zouden helpen bij allerhande ziektes en aandoeningen. De groep Nothelfer verschijnt voor het eerst in de 14e eeuw in het Duitse Rijnland. Vermoedelijk ontstond daar het gebruik om deze heiligen gezamenlijk te vereren als gevolg van een pestepidemie. Centraal in de groep staan drie vrouwelijke martelaressen, over wie in Duitsland het volgende rijmpje bestaat:
Sankt Margaretha mit dem Wurm,
Sankt Barbara mit dem Turm,
Sankt Katharina mit dem Radl,
das sind die heiligen drei Madl
(in vertaling: Sint-Margaretha met de draak, Sint-Barbara met de toren, Sint-Catharina met het wiel, dat zijn de drie heilige maagden)
De veertien heiligen zijn:
- Achatius, martelaar, aangeroepen tegen hoofdpijn
- Barbara, maagd en martelares, aangeroepen tegen koorts
- Blasius, bisschop en martelaar, aangeroepen tegen keelpijn
- Catharina, maagd en martelares, aangeroepen tegen de pest
- Christoffel, martelaar, aangeroepen tegen de pest
- Cyriacus, diaken en martelaar, aangeroepen tegen bekoringen op het sterfbed
- Dionysius, bisschop en martelaar, aangeroepen tegen hoofdpijn
- Egidius, kluizenaar en abt, aangeroepen tegen plagen
- Erasmus van Formiae, bisschop en martelaar, aangeroepen tegen maag- en darmklachten, ook bekend als Sint-Elmo
- Eustachius, martelaar, aangeroepen tegen familiale meningsverschillen
- Joris, soldaat martelaar, aangeroepen tegen ziekten van huisdieren
- Margaretha, maagd en martelares, aangeroepen bij zwangerschap
- Pantaleon, bisschop en martelaar, patroonheilige van artsen
- Vitus, martelaar, aangeroepen tegen epilepsie

Achatius · Barbara · Blasius · Catharina · Christoffel · Cyriacus · Dionysius · Egidius · Erasmus · Eustachius · Joris · Margaretha · Pantaleon · Vitus